# Секейра, Микаэл
Микаэл Мартинс Секейра (порт. Micael Martins Sequeira; 6 июля 1973, Леверкузен, Германия) — португальский футбольный тренер.

## Биография
В качестве тренера долгое время работал в системе «Браги», где он, в основном, трудился с юниорами. Также Секейра возглавлял ряд португальских команд низших лиг, был ассистентом Домингуша Пасиенсии и Абела Феррейры — в «Браге», Руя Витории, Элдера Криштована и Алена Хорвата — в «Ан-Насре». В январе 2021 года Секейра был назначен на должность главного тренера узбекского клуба Суперлиги «Локомотив» (Ташкент). Несмотря на то, что португальцу удалось перестроить игру коллектива, по итогам сезона он ушел в отставку из-за некачественного судейства чемпионата. После своего ухода из «Локомотива» был одним из кандидатов на пост наставника сборной Таджикистана, а сам же Секейра был готов возглавить Узбекистан.